# Colli di Scandiano e di Canossa Chardonnay
Le Colli di Scandiano e di Canossa Chardonnay est un vin blanc de la région Émilie-Romagne doté d'une appellation DOC depuis le 20 septembre 1996. Seuls ont droit à la DOC les vins récoltés à l'intérieur de l'aire de production définie par le décret. 

## Aire de production
Les vignobles autorisés se situent en province de Reggio d'Émilie dans les communes de Albinea, Quattro Castella, Bibbiano, Montecchio, San Polo d'Enza, Canossa, Vezzano sul Crostolo, Viano, Scandiano, Castellarano et Casalgrande ainsi qu'en partie sur le territoire des communes Reggio d'Émilie, Casina, Sant'Ilario d'Enza et Cavriago.

## Caractéristiques organoleptiques
- couleur : jaune paille plus ou moins intense  avec des reflets verdâtres
- odeur : caractéristique, délicat, fin, agréable
- saveur : sec, plein, harmonique, velouté

Le Colli di Scandiano e di Canossa Chardonnay se déguste à une température de 10 à 12 °C et il se garde 1 – 3 ans.

## Production
Province, saison, volume en hectolitres :
- Reggio Emilia  (1996/97)  219,8